# لیبرتی (فروشگاه بزرگ)
فروشگاه بزرگ لیبرتی (به انگلیسی: Liberty Department Store) که معمولاً به عنوان لیبرتی شناخته می‌شود، یک فروشگاه بزرگ لوکس در لندن، انگلستان است. این فروشگاه در خیابان بزرگ مارلبورو در وست اند لندن واقع شده‌ است. این ساختمان از خیابان کرنبی در شرق تا خیابان کینگلی در غرب امتداد دارد، جایی که یک گذر طاق‌دار سه طبقه را بر فراز ورودی شمالی مرکز خرید خیابان کینگلی تشکیل می‌دهد که ساعت لیبرتی را در مرکز آن قرار داده‌ است. لیبرتی در سراسر جهان به دلیل ارتباط نزدیکش با هنر و فرهنگ شناخته شده‌ است و بیشتر به خاطر پارچه‌های پررنگ و گل‌دارش معروف است. فروشگاه بزرگ ساختگی تودور همچنین پوشاک مردانه، زنانه و کودکانه، لوازم آرایشی و لوازم خانگی را از ترکیبی از برندها و برچسب‌های گران‌قیمت و نوظهور به فروش می‌رساند.
این فروشگاه به دلیل شناسایی طراحان جوان در ابتدای کار خود و حمایتی که از آن‌ها می‌کند، شناخته می‌شود. و بسیاری از برندهای مطرح در حال حاضر ابتدا در لیبرتی در دسترس بودند. این فروشگاه نقش اساسی در گسترش و محبوبیت سبک مدرن (سبک آر نُوو بریتانیا) ایفا کرد. این امر به شهرت طولانی لیبرتی برای همکاری با هنرمندان و طراحان بریتانیایی ادامه می‌دهد.